# Ragnvald de Suède
Ragnvald Knaphövde  (suédois: Rögnvald Ingesson ou Rögnvald Olofsson)  est un roi de Suède
dont le règne doit se situer dans le milieu de la décennie 1120 ou vers 1130,. Son surnom « Knaphövde » se réfère à une coupe à boire de la taille de la tête d'un homme et signifie « tête ronde » en se référant à sa folle conduite. Ragnvald est mentionné dans la liste royale de la   Västgötalagen comme le successeur du roi Inge le Jeune.

## Origine
Le roi Ragnvald (Rögnvald) surnommé Knäphöde c'est-à-dire Tête ronde, est mentionné dans la liste de rois annexée à la Västgötalagen comme le successeur du roi Inge le Jeune,  mais il n'est pas certain qu'il soit la même personne que « Ragnvald le fils  Inge l'Ancien » car une autre tradition représentée par la liste de rois incluse dans les  « Scriptores Rerum Svecicarum » le présente comme le 10e roi chrétien depuis Olof Skötkonung et le nomme  « Rognvalldur svn Olafs Neskonungs »  (c'est-à-dire  Rognvald fils d'Olof le sous-roi) ou « Ranguualdus Olaui filius ».

## Règne
En tout état de cause le règne de Ragnvald Knäphöde est très bref, car peu après son élection par les Svear d'Uppland et son intronisation lors de son « eriksgata », selon la Västgötalagen, il trouve vers 1125, « une mort honteuse » avec son épouse Ingegerd av Reval tué par les Götar offensés qu'il ait pénétré sans avoir donné préalablement des otages au Thing de Karlaby Selon Saxo Grammaticus c'est son concurrent Magnus Nielssen le candidat « illégitime » des Götar du Västergötland qui devient roi.

## Postérité
La fille de Ragnvald Ingesson, Ingrid Rögnvaldsdotter épousa le prince Henrik Skädelar Svensson puis, après la mort de ce dernier en 1134 lors des combats qui décimèrent la famille royale danoise, elle deviendra l'épouse du roi de Norvège Harald IV Gillechrist (mort en 1136). Elle épousera ensuite successivement deux nobles norvégiens, Ottar Birting (mort en 1146/1147) puis Arne Kongsmag (mort après 1161).

## Source
- (sv) Västgötalagen Texte original présenté par l'Université de Lund.